# Acorn Computers
L'Acorn Computers va ser una empresa britànica fundada a Cambridge, Anglaterra, el 1978. L'empresa va produir diversos microordinadors particularment populars al Regne Unit. Entre ells, estaven l'Acorn Electron, el BBC Micro i l'Acorn Archimedes. El BBC Micro produït per Acorn va dominar el mercat educatiu del Regne Unit durant els anys 1980 i inici dels anys 1990, quan l'empresa va ser moltes vegades comparada a l'Apple en els EUA.
Encara que l'empresa hagi estat desglossada en una sèrie d'entitats independents el 1998, va deixar un impressionant llegat, particularment en el desenvolupament del RISC per a ordinadors personals. Algunes exsubsidiàries d'Acorn encara subsisteixen els dies d'avui, particularment l'ARM Holdings, empresa globalment dominant al mercat de telefonia mòbil i de microprocessadors per a PDAs.